# Maurice Norman
Maurice Norman (født 8. maj 1934 i Mulbarton, England, død 27. november 2022) var en engelsk fodboldspiller (forsvarer).
Mulbartons karriere strakte sig over 14 sæsoner i 1950'erne og 60'erne og blev tilbragt hos henholdsvis Norwich City og Tottenham Hotspur. Hos Tottenham var han en del af klubbens stærke hold i begyndelsen af 1960'erne, der vandt det engelske mesterskab i 1961, FA Cuppen i både 1961 og 1962, samt Pokalvindernes Europa Cup i 1963.
Norman spillede desuden 23 kampe for det engelske landshold. Hans første landskamp var et opgør mod Peru 20. maj 1962, hans sidste en kamp mod Holland 9. december 1964. Inden da havde han været en ubenyttet reserve på det engelske hold der deltog ved VM i 1958 i Sverige. Ved VM i 1962 spillede han til gengæld alle englændernes fire kampe.

## Titler
Engelsk mesterskab
- 1961 med Tottenham Hotspur

FA Cup
- 1961 og 1962 med Tottenham Hotspur

Pokalvindernes Europa Cup
- 1963 med Tottenham Hotspur